# 시미즈 쿠루미
시미즈 쿠루미(일본어: 清水 くるみ 시미즈 구루미[*], 1994년 7월 16일~)는 일본의 여배우이다.

## 내력
2007년 9월 17일, 《아뮤즈 30주년 전국 오디션》에서 그랑프리로 선택된다.

## 출연

### 드라마
- 정말로 있었던 무서운 이야기 여름 특별편 2008 〈폐옥의 나사〉 (2008년 8월 26일, 후지 TV) - 유키 역
- 미오카-네가 있던 날들- (2010년 7월 ~ 9월, 닛폰 TV) - 하시모토 유이 역
- 직소 (2010년 9월 27일, NHK BS2) - 주연
- 앗코와 우리가 살았던 여름 (2012년 4월 14일 ~ 21일, NHK) - 시라이시 유리 역
- Dear 마마 (2012년 12월 23일, 후지 TV) - 주연·히라야마 역
- 너구리 가족 (2013년 6월 26일, NHK BS 프리미엄) - 나카지마 마미 역
- 토요 와이드 극장 〈호고칸 열혈 보호사·무라사메 코지의 사건부〉 (2013년 8월 31일, TV 아사히) - 무라사메 히카루 역
- 황새의 요람~〈베이비박스〉의 6년간과 구해진 92개의 생명의 미래~ (2013년 11월 25일, TBS) - 후지사키 노조미 역
- 밤의 선생님 (2014년 1월 ~ 3월, TBS) - 시로사키 모모 역
- 사신 군 제6 ~ 7화 (2014년 5월 30일 ~ 6월 6일, TV 아사히) - 타치바나 유카리 역
- 세일러복과 우주인(에일리언)~지구에 남은 최후의 11인~ (2014년 6월 ~ 8월, 닛폰 TV) - 키나시 네르구이 역
- 얼간이 (2014년 10월 ~ 12월, NHK) - 오리츠 역
- 파트너 season13 제7화 (2014년 12월 3일, TV 아사히) - 미나미 역
- 학교의 계단 (2015년 1월 ~ 3월, 닛폰 TV) - 와키야 타마코 역
- She (2015년 4월 ~ 5월, 후지 TV) - 에토 미유리 역
- 첫 전차가 달렸다 (2015년 8월 10일, NHK 히로시마) - 코니시 역
- 옛날 이야기 법정 〈우라시마 타로 재판〉 (2016년 8월 5일, NHK 교육 텔레비전) - 오토히메 역

### 영화
- 슬픈 보이 프렌드 (2009년, 졸리 로저) - 타카코 역
- 킬러 버진로드 (2009년, 토호) - 누마지리 히로코(중학 시절) 역
- 달팽이 식당 (2010년, 토호)
- 라모 트립 〈크롤링 킹 스네이크〉 (2012년) - 나루세가와 루미 역
- 키리시마, 동아리 활동 그만둔대 (2012년, 쇼게이트) - 미야베 미카 역
- 여행의 선물 내일 (2012년) - 아키야마(고교 시절) 역
- 멀리서 늘 곁에 있어 (2013년) - 시무라 미카 역
- 징크스!!! (2013년, 티 조이) - 카에데 역
- orange (2015년, 토호) - 무라사카 아즈사 역
- 호박과 마요네즈 (2017년) - 카나코 역
- 아이 원트 투 비 러브드 (2017년)
- 푸른 귀로 (2018년) - 카와시마 키리 역
- 속닥속닥 (2018년) - 진희
- 조금씩, 천천히 안녕 (2019년)
- 범죄해결 특수반 (2020년) - 오아린

### 무대
- 로미오&줄리엣 (2013년 9월 ~ 10월, 도쿄/오사카) - 줄리엣 역
- 극단☆신칸센 이노우에 카부키 《흑》 BLACK 〈미다레우구이스〉 (2016년 3월 ~ 5월, 도쿄/오사카/후쿠오카)

### CM
- NTT docomo
  - START! DoCoMo 캠페인 (2008년 2월 ~ )
  - walk with you (2012년)
- 유니버설 뮤직 아오야마 테루마 〈DIARY〉 (2008년)
- NTT 동일본 DENPO115 (2009년 3월 ~ )